# Füzegy (Románia)
Füzegy (románul Fiziș) falu Romániában, a Partiumban, Bihar megyében.

## Fekvése
A Béli-hegység és a Bihar-hegység között, a Nagyvárad–Belényes vasútvonal közelében, Belényestől nyugatra, Körösjánosfalva és Várasfenes közt fekvő település.

## Története
A falut 1552-ben említette először oklevél Fyzegh néven. 1808-ban Füzegy, Fizegyiu, 1913-ban Füzegy néven írták.
Füzegy egykori földesura a görögkatolikus püspök volt, aki itt még a 20. század elején is birtokos volt.
1851-ben Fényes Elek írta a településről: „Bihar vármegyében, hegyek közt, 273 görög katholikus lakossal, s anyatemplommal, szép és derék erdővel. Birja a váradi görög püspök.”
1910-ben 325 lakosából 321 román, 3 magyar, volt. Ebből 312 görögkatolikus, 8 görögkeleti ortodox volt.
A trianoni békeszerződés előtt Bihar vármegye Belényesi járásához tartozott.
A 2002-es népszámláláskor 235 lakosa közül 234 fő (99,6%) román, 1 fő (0,4%) magyar nemzetiségű volt.

## Nevezetességek
- Görögkatolikus temploma 1700 körül épült.